# Албанел (езеро)
Вижте пояснителната страница за други значения на Албанел.
Езеро Албанел (на френски: Lac Albanel) е 16-о по големина езеро в провинция Квебек. Площта му, заедно с островите в него е 444 км2, която му отрежда 112-о място сред езерата на Канада. Площта само на водното огледало без островите е 425 км2. Надморската височина на водата е 389 м.
Езерото се намира в централната част на провинцията, на около 7-8 км югоизточно от голямото езеро Мистасини. Езерото Албанел представлява дъга, успоредна на Мистасини с дължина 88 км и максимална ширина 7 км. Чрез къса река се оттича в Мистасини, като разликата в нивата на двете езера е 17 м. В югоизточната част на езерото се влива река Темисками, която повече от 50 км тече успоредно на езерото преди на направи завой на северозапад и да се влее в него.
До 1910 г. на географските карти езерото се е отбелязвало под името Малко Мистасини, когато от канадската комисия по географските названия е взето решение езерото да бъде преименувано в чест на своя откривател Шарл Албанел през 1672 г.